# Afder (woreda)
Cet article concerne le district. Pour la zone administrative, voir Afder (zone).
Afder  (en somali : Afdher[réf. souhaitée], aussi appelé Afker ou encore Hargele comme son chef-lieu) est un woreda du sud de l'Éthiopie situé dans la zone Afder de la région Somali. Ce district a 79 135 habitants en 2007. Son chef-lieu est Hargele.
Le district occupe le centre de la zone Afder et s'étend au nord-est jusqu'à la zone Shabelle. 
Son chef-lieu, Hargele, est à 735 km au sud-est d'Addis-Abeba et environ 800 km au sud de Dire Dawa et Djidjiga.
Connue pour sa production de sel, la localité de Guda Asebo peut également s'appeler Guda Asbo, God-Usbo ou d'autres variantes de ce nom, elle se trouve une trentaine de kilomètres au sud-est de Hargele sur la route en direction de Gode.
|                 | Elkere ou Serer |        |
| Cherti ou Weyib | Afder           | Adadle |
| Dolobay         | Bare            |        |

Le recensement national de 2007 fait état de 79 135 habitants dans le district dont 9 % de citadins qui sont les 5 678 habitants de Hargele et 1 263 habitants à Guda Asebo.
Presque tous les habitants sont musulmans.
En 2022, la population est estimée sur le même périmètre à 115 129 personnes avec une densité de population de moins de dix personnes par km2 et 11 900 km2 de superficie.